# Ballekere, Krishnarajpet
Ballekere là một làng thuộc tehsil Krishnarajpet, huyện Mandya, bang Karnataka, Ấn Độ.